# 裕利安宜
裕利安宜香港 （法語：Euler Hermes）是一家法国金融，保险公司。其主要業務包括信用保險及保證保險。

## 历史
2002年在法国巴黎成立，是德国金融集团安联的子公司，被标准普尔评级为AA。